# Michal Sládeček
Michal Sládeček (* 12. Februar 1980 in Bratislava) ist ein slowakischer Volleyballspieler.

## Karriere
Sládeček begann seine Karriere 1997 bei Inter Bratislava. Anschließend spielte er für diverse europäische Vereine; unter anderem war er in der Saison 2003/04 beim österreichischen Erstligisten Hypo Tirol Innsbruck aktiv. 2006 kam er zu Jihostroj České Budějovice. Mit dem tschechischen Verein gewann der Zuspieler vier Mal in Folge die Meisterschaft und einmal den nationalen Pokal. In der Saison 2011/12 war er in der rumänischen Liga bei Remat Zalău aktiv. 2013/14 spielte er bei Volejbal Brno und anschließend bei Spartak Myjava. Danach wechselte er in die polnische Liga zu KS Espadon Szczecin. 2017 wurde Sládeček vom deutschen Bundesligisten TSV Herrsching verpflichtet. 2018 wechselte er zurück in seine Heimat zu VK Spartak UJS Komárno.